# Гаурама
Гаурама (порт. Gaurama) — муніципалітет в Бразилії, входить до складу штату Ріу-Гранді-ду-Сул.
Складова частина мезорегіону Північний Захід штату Ріу-Гранді-ду-Сул. Входить в економіко-статистичний мікрорегіон Ерешин.
Місто засновано 15 грудня 1954 року.

## Населення і площа
Населення становить 6311 осіб на 2006 рік.
Займає площу 204,149 км². Щільність населення — 30,9 осіб/км².

## Галерея

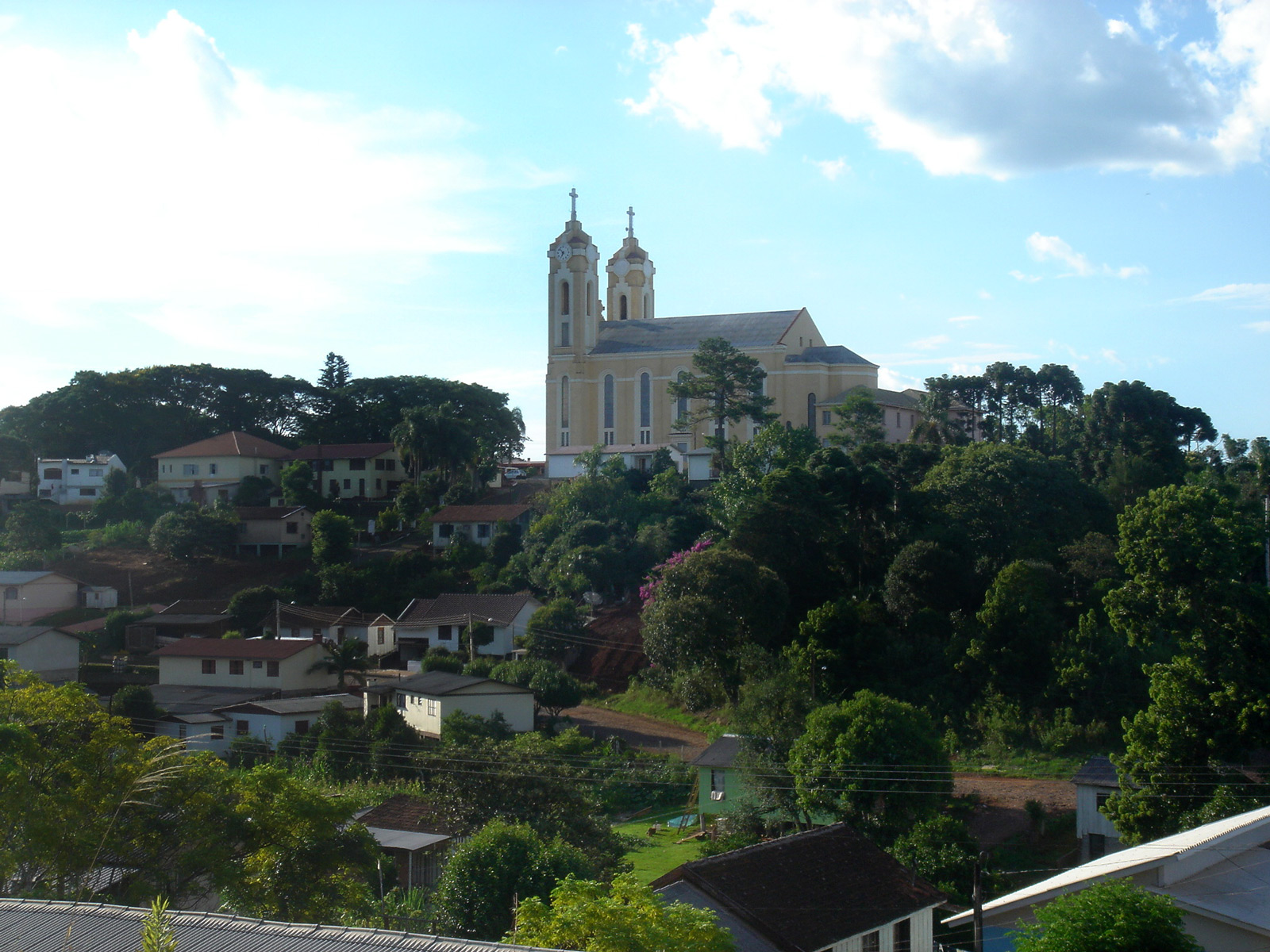
Собор у Гаурамі
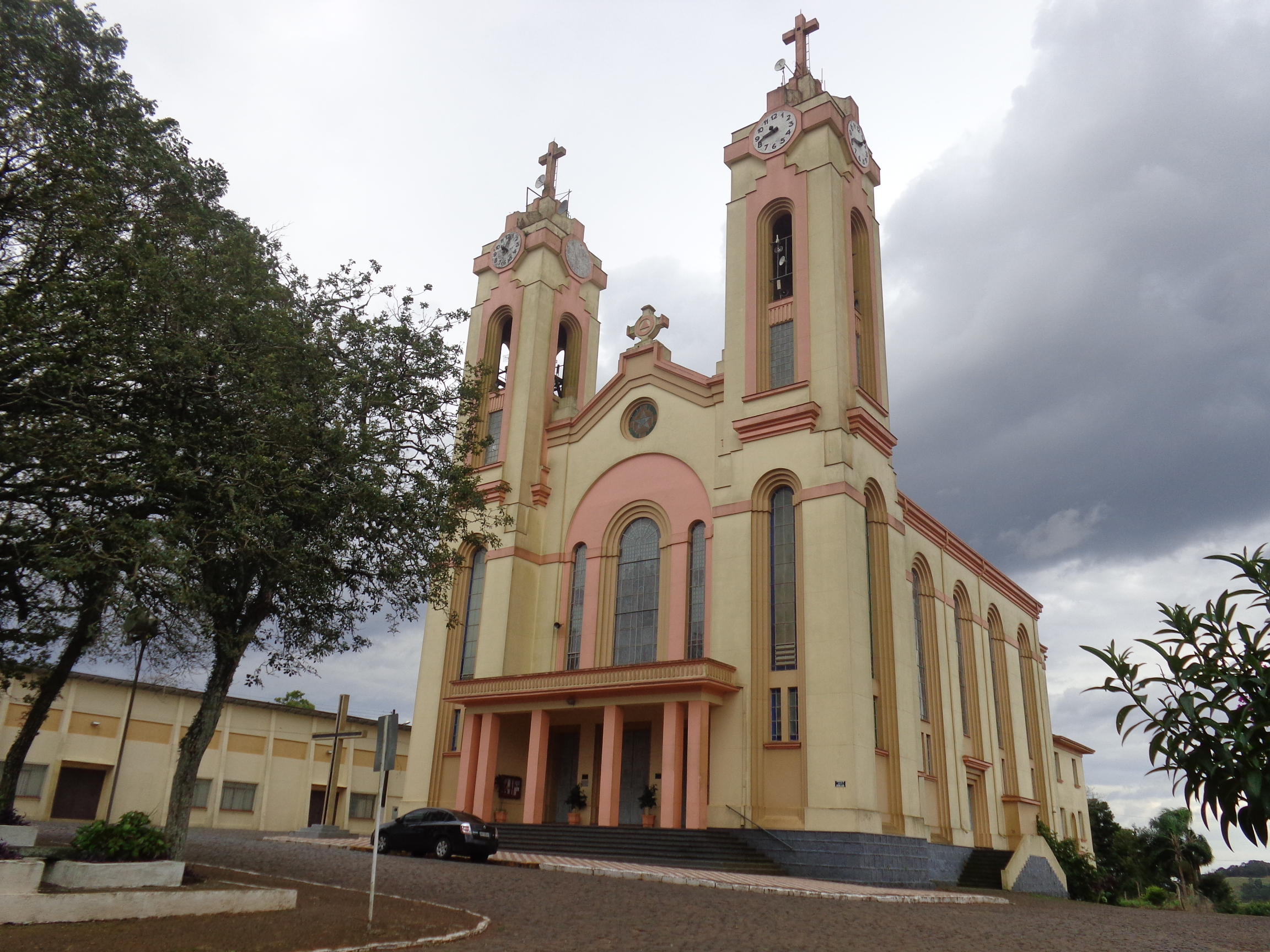
Мати Церква у Гаурамі
Гаурама на карті

## Статистика
- Валовий внутрішній продукт на 2003 становить 91.893.541,00 реалів (дані: Бразильський інститут географії і статистики).
- Валовий внутрішній продукт на душу населення на 2003 становить 14.475,98 реалів (дані: Бразильський інститут географії і статистики).
- Індекс людського розвитку на 2000 становить 0,814 (дані: Програма розвитку ООН).